# 結び目 (数学)

交叉数 7 以下の素な結び目の全一覧（鏡像は除く）

止め結び (Overhand knot) は両端をつなげば三葉結び目となる

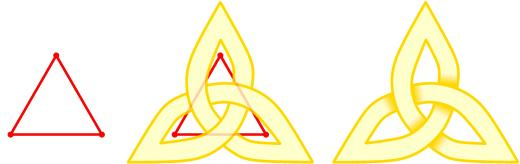
三角形は三葉結び目に対応する

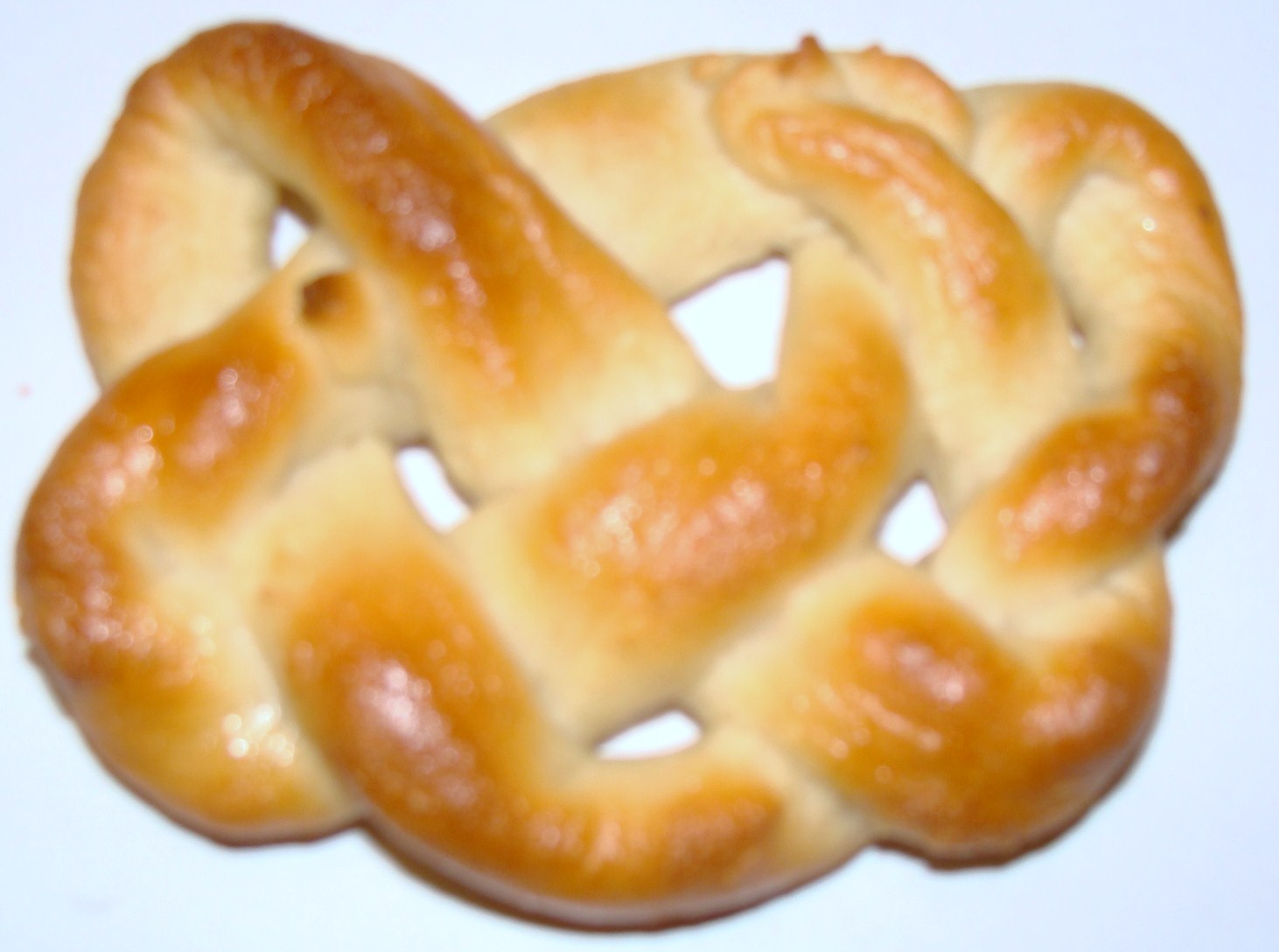
74 プレッツェル結び目

数学の特に低次元位相幾何学における結び目（むすびめ、英: knot; 結び糸）は、円周 S1 の三次元ユークリッド空間 E3 への埋め込みを、適当なホモトピーの違いを除いて考えるものである。このような数学における標準的な結び目の概念と、日常的な概念としての結び目との間の著しい違いは、数学的な結び目は閉曲線—つまり、結んだり解いたりするための「端」が存在しない—となっている点である。また、数学的な結び目に摩擦や厚みと言った物理学的性質も持っていない（そのような性質を勘案した結び目の数学的定義が無いわけではないが）。また、より高次化した Sj の Sn への埋め込み—特に、j = n − 2 のとき—をも「結び目」と呼ぶことがある。結び目を研究する数学の分野は結び目理論と呼ばれ、グラフ理論にも多くの単純な関係がある。

## 厳密な定義
結び目とは、円周あるいは一次元球面 S1 の三次元空間 R3 への埋め込みを言う。文献によってはコンパクト空間である三次元球面 S3 への埋め込みを考えるものもある。二つの結び目が同値であるとは、それらの間に全同位変形が存在するときに言う。

### 射影表示
空間 R3 (resp. S3) にある結び目を、平面 R2 (resp. S2) 上に射影することができる。この射影はほとんど常に正則（至る所単射という意味で）となるが、有限個の交点（それも、同一直線上にない結び目上の二点のみが同一点に射影されたもの）は認めなければならない。このような交点においても、射影する辺を指定して各辺が交点において上を通るか下を通るかという情報を残すことにより、正則射影による結び目の同位類の情報を完全に落とし込むことができる。グラフ理論の言葉で言えば、結び目の正則射影（結び目図式）は、頂点に上下の符牒がついた4価平面グラフである。このようなグラフにおいて、結び目の一つのグラフを（平面上の全同位変形を除いて）同じ結び目のグラフへ写すグラフの局所変形はライデマイスター移動と呼ばれる:

ライデマイスター 1
ライデマイスター 2
ライデマイスター 3

## 結び目の種別

結び目は輪を切ってしまえば解くことができる

もっとも単純な結び目は、R3 に埋め込まれた「まったく結ばれていない」円であり、自明な結び目と言う。もっとも単純な非自明結び目としては、三葉結び目（冒頭の表では 31 と書いてあるもの）、8の字結び目（同 41）、五葉結び目（同 51）などがある。
複数の結び目が繋がったり絡まったりしたものは絡み目と言う。すなわち、結び目は成分数 1 の絡み目である。

### 馴れているか野性的か

野性の結び目の例

R3 における結び目が折線結び目 (polygonal knot) とは、それが線分からなる有限集合の合併となっているようなものを言う。折線結び目に同値な任意の結び目は、馴れた (tame) 結び目と呼ばれる。そうでない結び目は野性の (wild)結び目と言い、しばしば病的な振る舞いをする。結び目理論や三次元多様体論においては、しばしば専ら馴れた結び目のみを扱い、それを単に結び目と呼ぶ。例えば、（写像として）滑らかな結び目は常に馴れている。

### 太らせた結び目
馴れた結び目の概念を拡張して、中身の詰まったトーラス D2 × S1 の S3 への埋め込みを考えたものを、太らせた結び目 (framed knot) と言う。
ひねり数 (framing) は、太らせた結び目に付随させられる帯状領域 I × S1 の像の絡み数を言う。太らせた結び目はこの帯状領域の埋め込みとして、ひねり数はその結び目に加えられた（符号付きの）ひねりの総数として理解できる。太った絡み目のひねり数も同様に一般化して定義することができる。太った絡み目が互いに同値であるとは、それらを中身の詰まったトーラスとみたときに全同位であるときに言う。

### 結び目補空間
三次元球面内の結び目が与えられたとき、その結び目補空間とは結び目上の点を除く三次元球面上の点全体の成す集合を言う。ゴードン–リュークの定理は、同相な補空間を持つ結び目は高々二つ（もともとの結び目とその鏡像）しかないことを述べる。これにより結び目を調べることはその補空間を調べることに実質的に置き換えられて、それは三次元多様体論に帰着される。

### JSJ分解
JSJ分解およびサーストンの双曲化定理により、組み継ぎ (splicing, satellite operation) を通じて、三次元球面内の結び目の研究は様々な幾何学的多様体の研究に還元される。

## 注